# へび座イプシロン星
へび座ε星（へびざイプシロンせい、ε Serpentis、ε Ser）は、へび座（頭部）にある恒星である。見かけの等級は3.7で、肉眼でみることができる。年周視差に基づいて計算した太陽からの距離は、約70光年である。

## 特徴
| 太陽 | へび座ε星 |
| ---- | --------- |
| 太陽 | Exoplanet |

へび座ε星は、早期A型の特異星（Am星）で、スペクトル型はkA2hA5mA7 Vと分類される。スペクトル型のこの表記は修正MK分類において、カルシウムイオンのK線強度から見積もった分類ではA2型、水素のスペクトル線端から見積もるとA5型、金属スペクトル線で見積もるとA7型に分類されることを示す。
へび座ε星は、質量が太陽の1.85倍、半径が太陽の1.72倍と推定される。光度は太陽の12倍で、表面温度は8,367Kとみられる。年齢はおよそ5億年、自転速度は34.4km/sと計算されている。
赤外線天文衛星IRASが波長25μmで観測したデータから、赤外超過の可能性があるとされた。その後、ラ・シヤ天文台やジェミニ天文台で行われた観測でも、赤外超過は確定せず、スピッツァー宇宙望遠鏡やハーシェル宇宙天文台による遠赤外線での観測によってある程度制限され、温度約60K、半径およそ69AUの塵の円盤を持つかもしれないとされる。

## 名称
へび座ε星は、「二本の線」を意味するアラビア古来のアステリズムal-nasaqānのうち、南の境界であるal-nasaq al-yamānī（南の線）を、へび座δ星、λ星、α星、へびつかい座δ星、ε星、υ星、η星、ζ星、ξ星と共に形成する。また、ジェット推進研究所の技術報告に掲載された“A Reduced Catalog Containing 537 Named Stars”では、Nasak Yamaniという名称が、へび座δ星とε星に与えられ、へび座ε星はNasak Yamani IIとなっている。
中国では、へび座ε星は天の市場を囲う右の壁を意味する天市右垣（拼音: Tiān Shì Yòu Yuán）という星官を、ヘルクレス座β星、γ星、κ星、へび座γ星、β星、δ星、α星、へびつかい座δ星、ε星、ζ星とともに形成する。へび座ε星自身は、天市右垣八（拼音: Tiān Shì Yòu Yuán bā）つまり天市右垣の8番星と呼ばれる。